# رسمی (فیلم ۱۹۹۱)
افسر (به تامیلی: Adhikari) یا رسمی (به انگلیسی: Official) فیلمی هندی محصول سال ۱۹۹۱ و به کارگردانی پی. واسو است. در این فیلم بازیگرانی همچون آرون پاندیان، گائوتامی، سریویدیا و پرابو دوا ایفای نقش کرده‌اند.